# Zvole, Praha-západ
Zvole là một làng thuộc huyện Praha-západ, vùng Středočeský, Cộng hòa Séc.